# Булутов, Самбу Хаидович
Самбу́ Хайдапович Булу́тов (9 [22] февраля 1913, Улбугай, Иркутская губерния — 5 февраля 1990, Челябинск) — командир отделения автоматчиков 584-го стрелкового полка 199-й стрелковой дивизии 49-й армии 2-го Белорусского фронта. Полный кавалер Ордена Славы.

## Биография
Родился 9 февраля 1913 года в улусе Улбугай Иркутской губернии, ныне в Тункинском районе Бурятии, в семье крестьянина-бурята. Окончил семилетнюю школу. Был счетоводом в колхозе, затем заведующим складом стройматериалов.
В Красной армии в 1935—1938 годах и с 1942 года. Участник Великой Отечественной войны с января 1942 года. Сражался на 2-м Белорусском фронте.
20 января 1945 года в бою за населённый пункт Чернотжев в северо-восточной Польше командир отделения автоматчиков 584-го стрелкового полка сержант Самбу Булутов, командуя бойцами, совершил манёвр, внезапным огнём с фланга поразил несколько десятков гитлеровцев, остальных вынудил отступить. Приказом по 199-й стрелковой дивизии от 15 февраля 1945 года «за образцовое выполнение заданий командования в боях с немецко-фашистскими захватчиками» сержант Булутов Самбу Хайдапович награждён орденом Славы 3-й степени.
27 марта 1945 года сержант Самбу Булутов на окраине города Данциг при захвате дома, который занимал противник, гранатами и автоматным огнём истребил пять вражеских солдат.
28 марта 1945 года он, одним из первых форсировав реку Мёртвая Висла, в ходе атак опорного пункта уничтожил до десяти гитлеровцев. Приказом по частям 49-й армии от 29 апреля 1945 года «за образцовое выполнение заданий командования в боях с немецко-фашистскими захватчиками» старший сержант Булутов Самбу Хайдапович награждён орденом Славы 2-й степени.
23 апреля 1945 года старший сержант Самбу Булутов с подчинёнными форсировал реку Одер у населённого пункта Фридрихсталь, севернее города Шведт. Захватив выгодный рубеж, его отделение обеспечивало огнём переправу стрелковых подразделений. В критический момент боя он увлёк автоматчиков в контратаку, вынудив врага отступить.
Указом Президиума Верховного Совета СССР от 15 мая 1946 года «за образцовое выполнение заданий командования в боях с немецко-фашистскими захватчиками» Булутов Самбу Хайдапович награждён орденом Славы 1-й степени, став полным кавалером ордена Славы.
В 1945 году старшина С. Х. Булутов демобилизован из рядов Красной армии. Жил в городе Челябинске. Работал на тракторном заводе мастером тарного цеха, а затем во Дворце спорта «Юность».
Скончался 5 февраля 1990 года. Похоронен в Челябинске на Успенском кладбище.

## Награды
- Ордена Славы 1-й, 2-й, 3-й степени
- Отечественной войны 1-й степени
- медали